# 高木嘉明
高木 嘉明（たかぎ よしあき、1975年4月26日 - ）は、日本の男性俳優。有限会社フロックスに所属していた。
東京都出身。身長162cm。血液型はO型。趣味は読書、カラオケ、絵を描くこと。

## 出演作品

### テレビドラマ
- 占い師・すずこ（鑑識）
- 仕置き代理人 鏡俊介の痛快事件簿（警視庁刑事）
- 第一級殺人弁護（副裁判官）
- 轟法律事務所 復活（刑事）

### 映画
- 孤独への口づけ（刑事）
- 死刑確定（捜査官）
- 新・日本の首領（組長の運転手）
- 銭道（工員）
- 炎と氷（競馬の客）
- 闇の軍団（武士）

### テレビアニメ
- ブラック・ジャック（野球選手）
- 名探偵コナン（作業員）

### ナレーション
- マリンスポーツ財団

| スタブアイコン | サブスタブ | この項目は、まだ閲覧者の調べものの参照としては役立たない、俳優（男優・女優）に関連した書きかけの項目です。この項目を加筆・訂正などしてくださる協力者を求めています（P:映画/PJ芸能人）。 |